# Rémi Oudin
Pour les articles homonymes, voir Oudin.
Rémi Oudin, né le 18 novembre 1996 à Châlons-en-Champagne (Marne), est un footballeur français. Il évolue actuellement au poste d'attaquant à l'US Lecce.

## Biographie

### Débuts
Sa famille habitant Rémering-lès-Puttelange (Moselle), Rémi Oudin commence à jouer au football à l'âge de dix ans à l'ASF93, association de Sarreguemines. Avec ce club, des benjamins jusqu’aux U13, il dispute les plus gros tournois internationaux. Vite remarqué par les clubs élites de la région, Rémi Oudin rejoint logiquement le FC Metz en 2008 et y reste pendant trois ans.
Lorsque son père déménage à Reims, Rémi Oudin le suit et rejoint le centre de formation du Stade de Reims en 2011 à l’âge de quinze ans. Le jeune joueur évolue avec les U17 et U19 du club champenois  et progressivement, réalise des statistiques intéressantes comme attaquant. Il est particulièrement performant durant la saison 2014-2015 (22 buts, 17 passes décisives). Auréolé d’un titre de champion de France avec les U19 Rouges et blancs, aux côtés de Jordan Siebatcheu, Rémi Oudin se montre décisif  dans les phases finales, trouvant le chemin des filets contre Lille en demi-finale et Nantes en finale. 
En 2015-2016, dans la réserve du Stade de Reims, en CFA 2 où il devient l'une des pièces maîtresses, Rémi Oudin, inscrit 19 buts en 24 matches. Le jeune attaquant signe son premier contrat professionnel avec Reims, en février 2016, pour une durée de trois ans, à partir du 1er juillet.

### Carrière professionnelle

#### Stade de Reims
Rémi Oudin joue son premier match professionnel en championnat de Ligue 2, le 13 août 2016, âgé de 19 ans, contre le Valenciennes FC au Stade du Hainaut en remplaçant l'attaquant argentin Pablo Chavarría à la 67e minute. Il est titulaire le 22 août lors de la réception du Red Star (2-1) mais inscrit son premier but professionnel, offrant la victoire aux siens lors de la réception des Chamois niortais le 28 novembre. Il inscrit 4 buts et effectue une passe décisive en 24 matchs pour sa première saison mais c'est l'année suivante qu'il se révèle. Auteur de sept buts et sept passes décisives en 24 rencontres, il est l'un des artisans de la conquête du titre de Champion de France de Ligue 2 et de la remontée en Ligue 1 du Stade de Reims.

#### Girondins de Bordeaux
Le 9 janvier 2020, il rejoint les Girondins de Bordeaux en signant un contrat de 4 ans et demi.
Il est, dès son arrivée à Bordeaux, titularisé à de nombreuses reprises. Il inscrit d'ailleurs son premier but avec Bordeaux le 8 février 2020, en Ligue 1, face au FC Metz ce qui permet aux girondins de l'emporter 2 buts à 1.

## Statistiques
| Saison                | Club                  | Championnat           | Championnat | Championnat | Championnat | Coupe nationale | Coupe nationale | Coupe nationale | Coupe de la Ligue | Coupe de la Ligue | Coupe de la Ligue | Total | Total | Total |
| Saison                | Club                  | Division              | M.          | B.          | P.d.        | M.              | B.              | P.d.            | M.                | B.                | P.d.              | M.    | B.    | P.d.  |
| 2016-2017             | Stade de Reims        | Ligue 2               | 24          | 4           | 1           | 3               | 1               | 0               | 1                 | 0                 | 1                 | 28    | 5     | 2     |
| 2017-2018             | Stade de Reims        | Ligue 2               | 24          | 7           | 7           | 2               | 1               | 1               | 1                 | 0                 | 0                 | 27    | 8     | 8     |
| 2018-2019             | Stade de Reims        | Ligue 1               | 37          | 10          | 3           | 2               | 2               | 0               | 1                 | 0                 | 0                 | 40    | 12    | 3     |
| 2019-2020             | Stade de Reims        | Ligue 1               | 18          | 3           | 2           | 1               | 0               | 0               | 2                 | 0                 | 0                 | 21    | 3     | 2     |
| Sous-total            | Sous-total            | Sous-total            | 103         | 24          | 13          | 8               | 4               | 1               | 5                 | 0                 | 1                 | 116   | 28    | 15    |
| 2019-2020             | Girondins de Bordeaux | Ligue 1               | 8           | 1           | 1           | 1               | 0               | 0               | -                 | -                 | -                 | 9     | 1     | 1     |
| 2020-2021             | Girondins de Bordeaux | Ligue 1               | 38          | 4           | 4           | 1               | 0               | 0               | -                 | -                 | -                 | 39    | 4     | 4     |
| 2021-2022             | Girondins de Bordeaux | Ligue 1               | 33          | 4           | 5           | 0               | 0               | 0               | -                 | -                 | -                 | 33    | 4     | 5     |
| Sous-total            | Sous-total            | Sous-total            | 79          | 9           | 8           | 2               | 0               | 0               | 0                 | 0                 | 0                 | 81    | 9     | 8     |
| 2022-2023             | US Lecce (prêt)       | Serie A               | 31          | 3           | 0           | -               | -               | -               | -                 | -                 | -                 | 31    | 3     | 0     |
| 2023-2024             | US Lecce              | Serie A               | 17          | 3           | 0           | 1               | 0               | 0               | -                 | -                 | -                 | 18    | 3     | 0     |
| Sous-total            | Sous-total            | Sous-total            | 48          | 6           | 0           | 1               | 0               | 0               | 0                 | 0                 | 0                 | 49    | 6     | 0     |
| Total sur la carrière | Total sur la carrière | Total sur la carrière | 230         | 39          | 21          | 11              | 4               | 1               | 5                 | 0                 | 1                 | 246   | 43    | 23    |

## Palmarès
- Champion de France U19 2014-15 avec le Stade de Reims
- Champion de France de Ligue 2 en 2018 avec le Stade de Reims